# 洛巴切韋 (盧甘斯克區)
48°33′16″N 39°29′48″E / 48.55444°N 39.49667°E
洛巴切韋（羅馬化：Lobacheve）是位於烏克蘭東部的村莊，由盧甘斯克州卢甘斯克区的卢汉斯克市镇負責管轄。該村始建於1962年，面積0.69平方公里，海拔高度62米，2001年人口320，人口密度每平方公里463.8人。